# میسیسیپی ماسالا
میسیسیپی ماسالا (به انگلیسی: Mississippi Masala) فیلمی محصول سال ۱۹۹۱ و به کارگردانی میرا نایر است. در این فیلم بازیگرانی همچون دنزل واشینگتن، ساریتا چودری، چارلز اس. داتون، جو سنکا، شارمیلا تاگور، موهان آگاشه، آنجان سیرواستاو و میرا نایر ایفای نقش کرده‌اند.